# June Chadwick
June Chadwick (Warwickshire, 30 de noviembre de 1951) es una actriz inglesa. Sus papeles más destacados en televisión han sido caracterizando como "Lydia" en la serie de TV de ciencia ficción V: La serie y la teniente Joanna Parisi en la serie Riptide.
Su película más conocida fue interpretando a Jeanine Petitbone en This Is Spinal Tap. Trabajó en los films Forbidden World, Jumpin' Jack Flash y Facing the Enemy. Chadwick fue artista invitada en la series de televisión Magnum, P.I., The A-Team («Brigada A») y Matlock y caracterizó a la doctora "Alice Davis" en la miniserie de televisión Going to Extremes.
Fue la voz de la doctora "Sheila" en el videojuego Star Trek: Away Team.

## Filmografía
| Año  | Título                   | Personaje           | Notas      |
| ---- | ------------------------ | ------------------- | ---------- |
| 2001 | Facing the Enemy         | Irene Spellman      |            |
| 1999 | Diamonds                 | Roseanne Agensky    |            |
| 1990 | Back Stab                | Mrs. Chambers       |            |
| 1989 | The Evil Below           | Sarah Livingstone   |            |
| 1989 | Rising Storm             | Mila Hart           |            |
| 1989 | Return of the Family Man | —                   | voz en off |
| 1988 | Headhunter               | Denise Giullani     |            |
| 1988 | Quiet Thunder            | Karen Ashmore       |            |
| 1988 | Distortions              | Kelly Howell        |            |
| 1986 | Jumpin' Jack Flash       | Gillian             |            |
| 1984 | This Is Spinal Tap       | Jeanine Pettibone   |            |
| 1982 | The Last Horror Film     | reportera           |            |
| 1982 | Forbidden World          | Dra. Barbara Glaser |            |
| 1980 | Silver Dream Racer       | secretaria          |            |
| 1979 | The Golden Lady          | Lucy                |            |
| 1979 | Yesterday's Hero         | chica en París      |            |
| 1978 | The Comeback             | enfermera           |            |